# Мелхіседек (Аверченко)
Єпископ Мелхіседек (у миру Михайло Юхимович Аверченко; 11 (23) січня 1875, Усохська Буда, Могилівська губернія — не раніше 1933) — єпископ Російської православної церкви, єпископ Курганський.

## Життєпис
Михайло Аверченко народився 11 (23) січня 1875 року в селі Усохська Буда Червоно-Будської волості Гомельського повіту Могилівської губернії, нині село — адміністративний центр Усохо-Будської сільради Добрушського району Гомельської області Республіки Білорусь.
Закінчив Гомельське духовне училище.
У 1897 році пострижений у чернецтво як Мелхіседек у Глинській пустині.
У 1906 році переведено до Троїцького Іссик-Кульського монастиря в Туркестані (нині у селі Ак-Булун Ак-Суйського району Іссик-Кульської області Киргизької Республіки).
20 липня 1906 року переведений у сан ієродиякона. 15 серпня 1907 року зведений у сан ієромонаха.
У 1914—1918 роках служив у різних храмах навколо свого монастиря.
у 1918 році повернувся до свого монастиря, де служив до його ліквідації. Потім, у 1918 році переведено у Ташкент. Служив одночасно у Ташкенті та у селищі Черняєво.
Мануїл (Лемешевський) вніс ієромонаха Мелхіседека (Аверченка) у свій «Каталог російських архієрів-обновленців 1922—1924 рр.». Проте документи, що збереглися з архівів НКВС, свідчать про негативне ставлення Мелхіседека до обновленців. Не згадує про його перебування в обновленні і Лука (Війно-Ясенецький). Обновленський єпископ Микола Коблов, який вважав себе законною владою у Туркестанській єпархії, переконаний, що ієромонах Мелхіседек шкодить їхнім організаціям, заборонив його служіння. Микола доносив на ієромонаха Мелхіседека у листі до ГПУ й НКВС за No 16119 від 22 липня 1923 року, називаючи його контрреволюціонером і політичним злочинцем, а у 1924 році доносив в НКВС, що навколо забороненого обновленцями Мелхіседека «групуються йоанітки, які вважали раніше антихристом Льва Толстого, а тепер Леніна та Троцького і Владу Радянську взагалі антихристової … Все це товариство пропагує тихонівщину, хвилюючи народ і підтримуючи в ньому невдоволення законною як церковною, так і Радянською владою».
Документально невідомо, в якому році ігумена Мелхіседека зведено в сан архімандрита, але швидше за все, у період 1923—1925 років.
13 червня 1925 року єпископом Андрієм (Ухтомським) і єпископом Нижньо-Тагільським Левом (Черепановим) висвячений на єпископа Андріївського.
Повернувшись після першого заслання до Ташкента, єпископ Лука (Войно-Ясенецький) схвалив хіротонію Мелхіседека, характеризуючи його так: «Хоча єп. Мелхіседек не має навіть середньої освіти, але ті, хто його знає, дуже високо відгукуються про його благочестя, вірність, смиренність і зразкове життя, про високе похвальне ставлення до пастирських обов'язків. Я радий був би мати його своїм вікарієм».
З травня 1926 року — єпископ Уразовський, єпископ Воронезької єпархії (Валуйський повіт Воронезької губернії).
З жовтня 1926 року — єпископ Пішпекський і Семиреченський, вікарій Туркестанської єпархії.
Про цей період життя єпископа Мелхіседека (Аверченка) відомості дуже мізерні. Відомо, що у 1928 році він об'їхав своє вікаріатство (Чуйську область), і влада, фіксуючи цю подію, з невдоволенням констатувала провал своєї атеїстичної пропаганди: «У низці селищ проїжджав архієрей, і всюди влаштовувалися урочисті зустрічі». Існує фотографія 1928 року, на якій зображений архієрей з півчими Семиріччя.
З приїздом архієрея до Киргизії було пов'язане унікальне для кінця 1920-х років. подія — з'їзд православного «староцерковного» духовенства. Як сказано у звіті інспектора, «у селищі Олексіївка попами проведено урочистий з'їзд попів, де встановлено посилено розвивати релігійну роботу серед населення».
На допиті 1933 року він розповідав про цей час слідчому ГПУ: «Я висловив своє міркування про запрошення на Собор усіх священнослужителів, які перебувають у засланнях, у концтаборах та відбувають покарання за а/р та к/р діяльність. Цю думку мене змусили висловити ті обставини, що на той час більшість найкращих, відданих справі православної церкви єпископів та священників староцерковної орієнтації радянською владою репресували. За моєю ініціативою церковною радою та вірянами парафії у Ташкенті написано прохання про звільнення єпископа Войно-Ясенецького. Я вів з вірянами приватні бесіди, переконував їх у тому, щоб вони не забували Бога, ходили до церкви, молилися Богу і не слухали атеїстів-безбожників, які ведуть боротьбу з релігією та православною церквою. З методами їхньої боротьби я не згоден і розглядаю ці методи як блюзнірство та гоніння на Православну церкву».
З 17 жовтня 1929 року ув'язнений. З 30 жовтня 1929 року звільнено за штат.
Як показував на допиті у ГПУ 3 лютого 1933 року, з 1929 до 1931 рік «у зв'язку з відсутністю вакантних посад я перебував за штатом і жив у Ташкенті».
11 серпня 1931 призначений єпископом Троїцьким, вікарієм Челябінської єпархії, але від призначення відмовився. З кінця 1931 року — єпископ Курганський.
Проживав у Троїцьку, де і був 19 листопада 1932 року заарештований. 22 квітня 1933 року за звинуваченням організації та керівництву «к/р угруповання церковників» й «антирадянській діяльності» засуджено до п'яти років виправно-трудових таборів і направлений до Новосибірська для ув'язнення у Сиблаг.
1 липня 1933 року направлено спецконвоєм з Сиблагу до міста Фрунзе, а 23 жовтня 1933 року переведений до середньоазійського представництва ОГПУ у Ташкенті.
23 жовтня 1933 року трійка при ОГПУ змінила йому міру покарання, засудивши вже на 10 років. ОГПУ по Уралу надіслала телеграми у Фрунзе та Ташкент, намагаючись з'ясувати «результати у новій справі на Аверченка», але отримала лише витяг з рішення трійки ОГПУ.
Подальша доля єпископа Мелхіседека невідома. Ймовірно його розстріляли після початку «великого терору».